# Beilschmiedia mannii
Beilschmiedia mannii ist ein Baum in der Familie der Lorbeergewächse aus West- bis Zentralafrika. Der Gattungsname ehrt den deutschen Botaniker und Apotheker Carl Traugott Beilschmied (1793–1848).

## Beschreibung
Beilschmiedia mannii wächst als immergrüner Baum bis zu 35 Meter hoch.
Die einfachen und kurz gestielten Laubblätter sind wechselständig bis fast gegenständig. Der kurze Blattstiel ist bis 1,5 Zentimeter lang. Die weichledrigen, kahlen Blätter sind ganzrandig und bis zu 30 Zentimeter lang. Sie sind eiförmig bis verkehrt-eiförmig und stumpf oder spitz bis zugespitzt. Die Nebenblätter fehlen.
Es werden kleinere und achselständige Rispen gebildet. Die kleinen, duftenden, zwittrigen, gelb-grünen und kurz gestielten Blüten mit einfacher Blütenhülle sind dreizählig. Die 6 Tepalen stehen in zwei Kreisen. Es sind 9 kurze Staubblätter in drei Kreisen, die inneren 3 mit Drüsen, sowie innen 3 Staminodien vorhanden. Der kurze Stempel ist oberständig.
Es werden bis 5,5 Zentimeter lange und grün-rötliche, einsamige, eiförmige bis ellipsoide Beeren gebildet.
Die Chromosomenzahl beträgt 2n = 24.

## Verwendung
Die Samen und die Früchte sind essbar. Die Samen werden geröstet und dann gemahlen oder gekocht. Die Früchte werden meist zu Saucen verarbeitet.
Die Blüten werden als Gewürz verwendet.
Das mittelschwere, ansprechende und beständige, aromatisch duftende aber schlecht zu bearbeitende Holz wird für verschiedene Anwendungen genutzt. Es ist als Kanda bekannt.